# Боббі Морроу
Боббі Джо Морроу (англ. Bobby Joe Morrow; 15 жовтня 1935, Гарлінген, Техас, США, — 30 травня 2020) — колишній американський спринтер, володар трьох золотих медалей Олімпійських ігор в Мельбурні 1956 року. Морроу був названий «домінуючим спринтером 1950-х років» і «самим розслабленим спринтером усіх часів, навіть більшою мірою, ніж його герой Джессі Оуенс».

## Біографія
Боббі Джо Морроу народився в Гарлінгені та виріс на фермі в Сан-Беніто у Техасі. До того як стати спринтером Морроу грав в американський футбол за середню школу Сан-Беніто. Згодом Морроу став спринтером у християнському університеті Абіліна і членом чоловічого клубу Frater Sodalis.
Морроу виграв у 1955 році титул чемпіона Любительського легкоатлетичного союзу (AAU) у бігу на 100 ярдів. Його найуспішніший сезон був в 1956 році, коли він був обраний «Спортсменом року» журналом Sports Illustrated. Морроу виграв спринтерський дубль в національному чемпіонаті коледжів і захистив свій титул чемпіона AAU. Потім Боббі Морру вирушив на літні Олімпійські ігри 1956 року в Мельбурні, де він був лідером американської спринтерської команди і виграв три золоті медалі. Першу золоту медаль він виборов у бігу на 100 метрів, другу — в бігу на 200 метрів, повторивши світовий рекорд на дистанції, третю (в складі американської команди) — в естафеті 4 х 100 метрів з новим світовим рекордом.
Після трьох перемог на Олімпіаді Морроу став дуже популярний — з'явився на обкладинках журналів Life, Sport і Sports Illustrated. Він був запрошений на шоу Еда Саллівана і Артура Годфрі, а також виступив на спільному засіданні обох палат законодавчого зібрання Техасу.
Успіх Морроу на національному рівні тривав і після Олімпійських ігор, але він пішов зі спорту у 1958 році, щоб стати фермером і теслею. Боббі Морроу спробував повернутися в збірну перед Олімпійськими іграми 1960 року, але не пройшов кваліфікаційний відбір до олімпійської збірної США.
У жовтні 2006 року відкрито новий стадіон на 11 тисяч місць у середній школі Сан-Беніто, який названий на честь Боббі Морроу.